# Kākūhestān
Kākūhestān (persiska: كَكُستَن, كاكوهستان) är en ort i Iran.   Den ligger i provinsen Qazvin, i den nordvästra delen av landet, 160 km nordväst om huvudstaden Teheran. Kākūhestān ligger 1 443 meter över havet och antalet invånare är 259.
Terrängen runt Kākūhestān är kuperad åt nordväst, men åt sydost är den bergig. Terrängen runt Kākūhestān sluttar norrut.Runt Kākūhestān är det ganska tätbefolkat, med 108 invånare per kvadratkilometer. Närmaste större samhälle är Ālūlak, 16,1 km söder om Kākūhestān. Trakten runt Kākūhestān består i huvudsak av gräsmarker.